# Андре-Франсуа Буро-Деланд
Андре-Франсуа Буро-Деланд (фр. André-François Boureau-Deslandes; нар. 19 травня 1689, Бандел у Французькій Індії — пом. 11 квітня 1757, Париж) — французький вчений, філософ і письменник. Комісар військово-морського флоту.

## Біографія
Онук і хрещений син Франсуа Мартена — губернатора Пондічеррі з 1699 по 1706 рік; син Андре Буро-Деланда та Марі-Франсуази Мартен, які одружилися 22 травня 1689 року.
Андре-Франсуа Буро-Деланд був охрещений 22 травня 1689 року в Базиліці Святого Розарію в Банделі, розташованій на березі річки Хуґлі. Він залишив Чандернагор і приїхав до Франції у віці лише 13 років. У жовтні 1708 року вступив на королівську службу на посаду контролера в Бресті, де 30 квітня 1715 року був призначений морським комендантом. Прийнятий студентом-геометром до Академії наук у лютому 1712 року, він брав участь у численних дослідженнях, що проводилися академіями та товариствами, і дописував до низки наукових журналів (він був членом Берлінської академії наук). З 6 травня 1736 року став генеральним комісаром військово-морського флоту в Рошфорі, а в 1746 році вийшов у відставку після того, як заприятелював з Нікола Мальбраншем.
Автор численних праць з літератури, економіки та історії, вів широке листування з Мопертюї, Ла Кондаміном, Дідро та Вольтером, який називав його «прекрасним провінційним духом, який не вагався критикувати розкішне життя церковних людей і політику урядового флоту в кількох своїх сміливих творах». Вчений і світський філософ з епікурейськими тенденціями, атеїст, учень Петронія, Фонтенеля та Сент-Евремона, він став відомим у 1712 році своїми «Роздумами про великих людей, які померли під час жартів», розпусною працею, яка була занесена в Індекс заборонених книг католицької церкви у 1758 році.
Його «Критична історія філософії» (Histoire critique de la philosophie), опублікована в 1737 році, зробила великий акцент на методах і принесла йому визнання серед філософів, які плагіатили її в численних статтях про філософію в Енциклопедії, не завдаючи собі клопоту цитуванням його імені. Його ім'я згадується лише в «Попередньому дискурсі» як натхнення для статей про флот.
У 1741 році в «Пігмаліоні або Одухотвореній статуї» («Pygmalion ou la Statue animée») він виклав «систему безбожництва», яка була «засуджена до спалення» в 1742 році через її розпусний характер. Ще до Дідро і Ла Меттрі він розробив матеріалістичну концепцію людини. Останні дослідження приписують цій праці значне місце серед матеріалістичної літератури свого часу. Він також був автором численних наукових та історичних праць, присвячених військово-морському флоту.
Після смерті Буро-Деланда для багатьох стало великою несподіванкою дізнатися, що перед смертю він формально визнав свою провину перед церквою, про що було повідомлено в «Journal de Trévoux», мовляв, він щиро попросив у Бога і Церкви прощення за скандал, який завдав релігії своїми творами «Роздуми про великих людей…», «Пігмаліон…», «Критика історії…», та просив їх знищити.
Насправді, Мальзерб залишив власноруч написану записку про смерть Деланда, переказану йому самовидцем, в якій ідеться про маніпуляції з боку Церкви, за співучасті деяких членів сім'ї, з метою фальсифікації останньої волі філософа..

## Твори
Essai sur la marine et sur le commerce.
- L'Apothéose du Beau-Sexe, Londres, Van der Hoeck, 1712.
- Réflexions sur les grands hommes qui sont morts en plaisantant. La première édition date de 1712. Rochefort, Jacques le Noir, 1714, 1755. – Роздуми про великих людей, які померли жартома. Перше видання датується 1712 роком. Рошфор, Жак ле Нуар, 1714, 1755.
- L'Art de ne point s'ennuyer / Мистецтво не нудьгувати, Париж, Ганно, 1715.
- Remarques historiques critiques et satiriques d'un cosmopolite tant en prose qu'en poésie sur différens sujets / Критичні та сатиричні історичні зауваження космополіта як у прозі, так і у віршах на різні теми, Кельн [тобто Нант], у спадкоємців П'єра Марто, 1731 р.
- Recueil de differens Traitez de Physique et d'Histoires Naturelles, propres à perfectionner ces deux sciences, Збірник про відмінності між фізикою та природознавством, що підходять для вдосконалення цих двох наук, Париж, Етьєн Гано, 1736.
- Histoire critique de la philosophie où l'on traite de son origine, de ses progrès, & des diverses révolutions qui lui sont arrivées jusqu’à notre temps / Критична історія філософії, в якій ми маємо справу з її походженням, прогресом і різними революціями, які відбулися з нею до нашого часу. Автор пан D***, Амстердам, Франсуа Шангіон, 1737 рік.
- Pigmalion, ou la Statue Animée / Пігмаліон, або жива статуя, Лондон, Семюел Гардінг, 1741 р.
- Essai sur la marine et sur le commerce / Нарис про флот і торгівлю. Містер D****. З історичними зауваженнями та критикою автора, Париж, Франсуа Шангуйон, 1743 рік.
- Lettre sur le Luxe / Лист про розкіш, Франкфурт, Джозеф-Андре Ванеббен, 1745.
- Essai sur la marine des Anciens et particulièrement sur leurs vaisseaux de guerre / Нарис про флот давніх народів і зокрема про їхні військові кораблі, 1748, перевиданий у 1763.
- Des différents degrés de la certitude morale / Про різні ступені моральної впевненості, 1750.
- La Fortune, histoire critique / Фортуна, критична історія, 1751.